# اولگا آبرامووا
اولگا آبرامووا (اوکراینی: Ольга Абрамова؛ زادهٔ ۱۵ سپتامبر ۱۹۸۸) ورزشکار دوگانه اهل روسیه است.

## زندگی
آبرامووا در باریش زاده شد.